# Arnulf Stenzl
Arnulf Stenzl (* 2. August 1955 in Klagenfurt/Österreich) ist ein österreichischer Urologe und Professor. Er war Ärztlicher Direktor der Klinik für Urologie an der Eberhard-Karls-Universität Tübingen/Deutschland.

## Leben
Stenzl absolvierte sein Studium der Medizin ab 1973 in Graz/Österreich bis zu seiner Promotion 1980 zum Dr. medicinae universae (lat. Dr. med. univ.). Es folgte die allgemeinmedizinische und chirurgische Ausbildung in Klagenfurt und Graz bis 1987. Danach trat er eine Fellowship in General Urology an der University of California, Los Angeles (UCLA) in Los Angeles/USA an. 1989 kehrte er zunächst in das Department für Urologie der LKH Graz zurück, bevor er ab 1990 in der Schweiz die Position als Oberarzt am Inselspital in Bern antrat.
1992 übernahm er dann als Oberarzt die Leitung der urologisch-onkologischen Ambulanz an der Universitätsklinik Innsbruck/Österreich. Während dieser Zeit erhielt er zudem den Titel des Außerordentlichen Universitätsprofessors verliehen. Seit 2002 ist Stenzl Ärztlicher Direktor der Klinik für Urologie an der Eberhard-Karls-Universität Tübingen.
Professor Stenzl ging zum 30. September 2023 in den Ruhestand.
Seine Hauptforschungsinteressen liegen auf dem Themengebiet des Blasen- und Prostatakrebses sowie der rekonstruktiven Urologie. Er hat mehr als 570 Fachaufsätze in Publikationsorganen zum Thema Prostata- und Blasenkrebs sowie zu anderen urologischen Themen veröffentlicht oder war an diesen beteiligt. Darüber hinaus ist er Prüfarzt zahlreicher klinischer Studien und Organisator nationaler und internationaler Symposien zur Uroonkologie. Gleichzeitig bringt Stenzl sich in zahlreichen Redaktionsbeiräten urologischer Fachzeitschriften ein, unter anderem war er Section Editor im European Urology und war Mitglied des Editorial Boards des BJU International. Seine laufende Forschung befasst sich mit der Intraoperativen multisensorischen Gewebedifferenzierung in der Onkologie, welche von der Deutschen Forschungsgemeinschaft gefördert wird.
Stenzl engagiert sich in verschiedenen nationalen und internationalen urologischen Vereinigungen. Von 2020 bis 2021 war Stenzl Präsident der Deutschen Gesellschaft für Urologie, deren Ausschuss er weiterhin angehört. Von 2012 bis 2020 war er Vorsitzender des wissenschaftlichen Programmkomitees der Europäische Gesellschaft für Urologie (European Association of Urology - EAU) und seit 2019 ist er Adjunct Secretary Science der EAU. Außerdem ist er Vorstandsmitglied der Europäischen Krebsorganisation (European Cancer Organisation - ECO) und Secretary General Elect der Europäischen Gesellschaft für Urologie.
Stenzl hält zwei internationale Patente auf dem Gebiet der Urologie als Patentinhaber:
- die C-Trap, eine implantierbare Vorrichtung zur Behandlung von Harninkontinenz (CPC: A61F 2/0036 EP) und
- die Methode zur Generierung pluripotenter Stammzellen (CPC: A61P43/00 EP).[17]

## Schriften
- Urinary and Fecal Incontinence: An Interdisciplinary Approach. Wallwiener, Diethelm; Zittel, Tilman T; Stenzl, Arnulf; Becker, Horst-Dieter, Berlin, Heidelberg: Springer Verlag (2005), ISBN 978-3-540-22225-5.
- Prostatakarzinom: Empfehlungen zur Diagnostik, Therapie und Nachsorge. Stenzl, Arnulf; Pelze, A. E. et al. (2009), 2. überarb. Aufl., Tübingen: Südwestdeutsches Tumorzentrum,
- Harnblasenkarzinom: muskelinvasiv - lokal fortgeschritten - metastasiert; ein Leitfaden für die Praxis. Stenzl, Arnulf; de Sanis, Maria; Gakis, Georgios; Gschwend, Jürgen E.; Kuczyk, Markus A. (2012), Stuttgart, New York: Thieme, ISBN 978-3-13-170451-1.
- Knochenmetastasen: Pathophysiologie, Diagnostik und Therapie - Unter Mitarbeit von T. Todenhöfer. Fehm, Tanja; Jakob, Franz; Stenzl, Arnulf; Hofbauer, Lorenz C (2014), Berlin, Heidelberg: Springer Verlag, ISBN 978-3-662-43470-3.
- Molekulare Marker beim high-grade Harnblasenkarzinom: Diagnostisch – prognostisch – prädiktiv. Gakis, Georgios; Stenzl, Arnulf (2016), Berlin, Heidelberg: Springer Verlag, ISBN 978-3-662-49232-1.
- Männermedizin - Das Wichtigste für Ärztinnen und Ärzte aller Fachrichtungen. Rausch, Steffen; Stenzl, Arnulf (2022), München, Jena: Urban & Fischer Verlag/Elsevier GmbH, ISBN 978-3-437-23535-1.

## Auszeichnungen und Ehrungen
Im Mai 2017 wurde Stenzl von der Medizinischen und Pharmazeutischen Universität Carol Davila, Bukarest/Rumänien aufgrund seines Beitrages im Gebiet der Urologie der Titel Doctor honoris causa (Dr. h.c.) verliehen. Außerdem wurde er im November 1997 als Honorary Member in das Bristol Urological Institute (assoz. mit University of Bristol/Vereinigtes Königreich) aufgenommen. Im Laufe seiner Karriere erhielt Stenzl zahlreiche Auszeichnungen, darunter:
- 1994: 3. Preis in der Kategorie Annual Audio-Visual Award der American Urological Association, 1994 in San Francisco/USA,[21]
- 1997: Theodor Billroth-Preis der Österreichischen Gesellschaft für Chirurgie (zusammen mit M. Ninkovic),[22]
- 1997: Best Paper Award der European Association of Plastic Surgeons (EURAPS, zusammen mit M. Ninkovic),[23]
- 1998: Wissenschaftspreis der Landeshauptstadt Innsbruck 1998,[24]
- 2006: 1. Preis in der Kategorie Poster klinisch der Deutschen Gesellschaft für Urologie[25]
- 2007, 2010, 2011, 2013: Werner Staehler Gedächtsnispreis der Südwestdeutschen Gesellschaft für Urologie,[26]
- 2008: 3. Preis in der Kategorie Film der Deutschen Gesellschaft für Urologie,[27]
- 2011: 1. Preis bei den Jackson Hole Urology Seminars, Wyoming/USA.[28]